# NUTS:HU

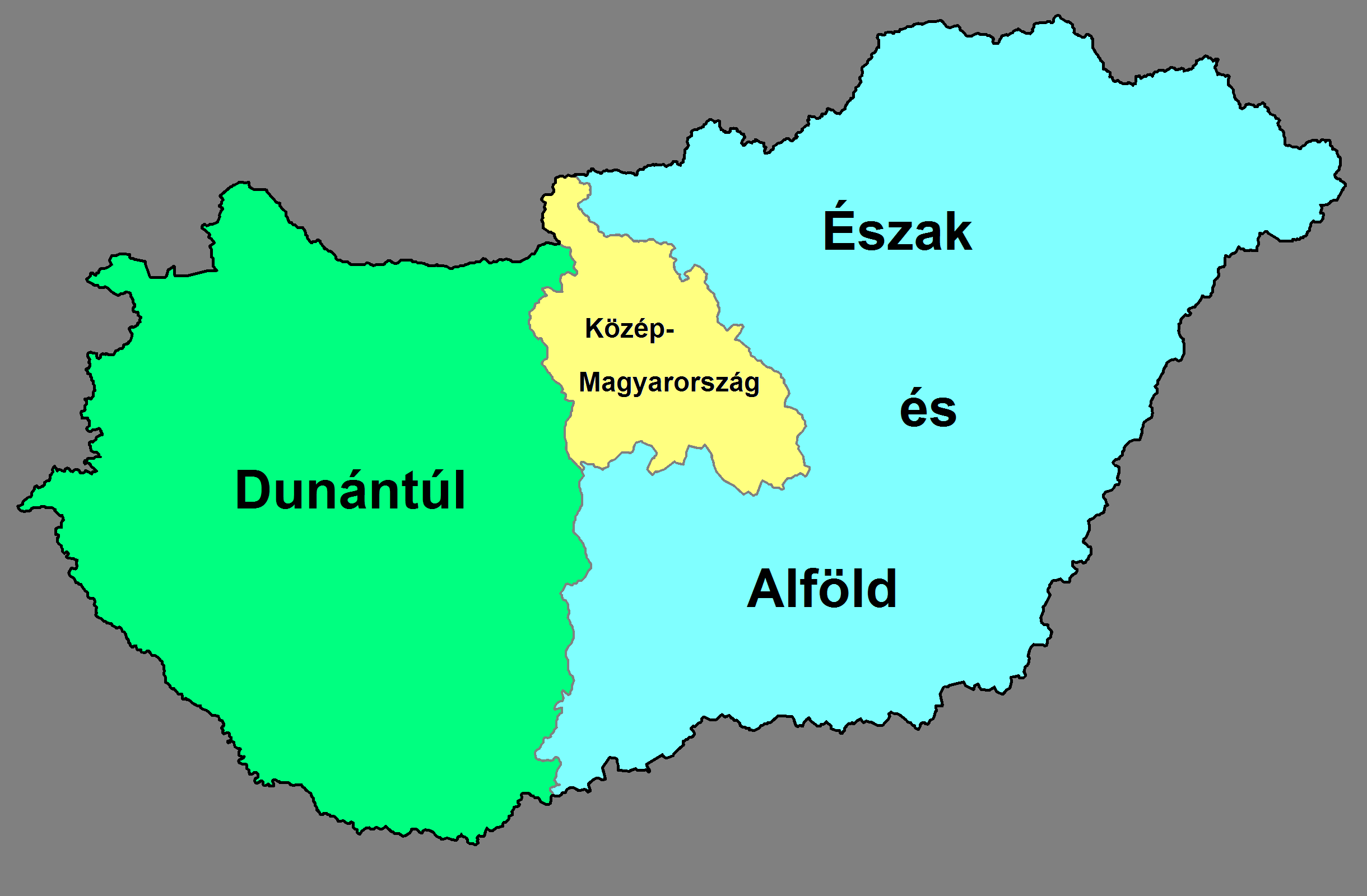
NUTS 1 – Országrészek

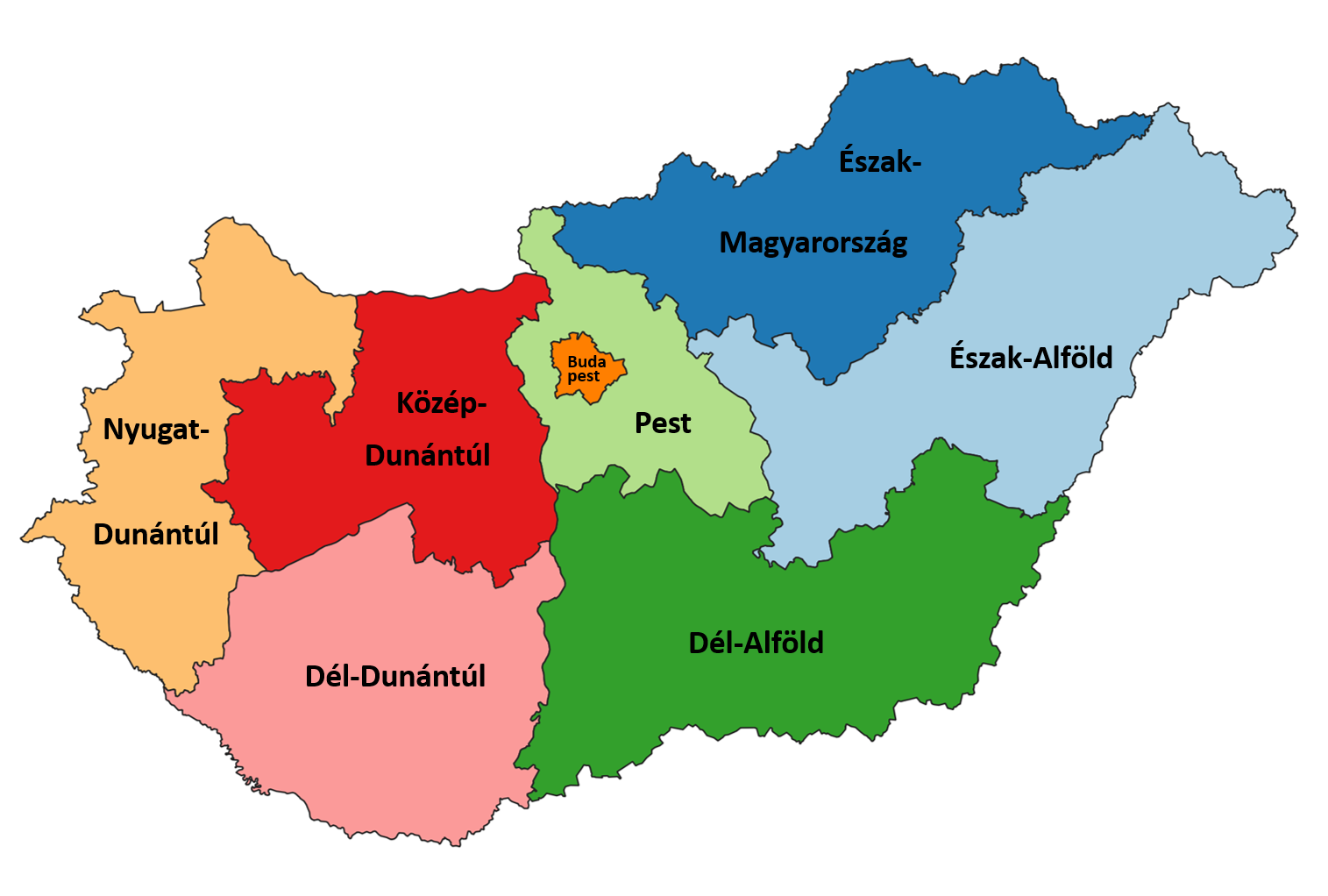
NUTS 2 – Régiók

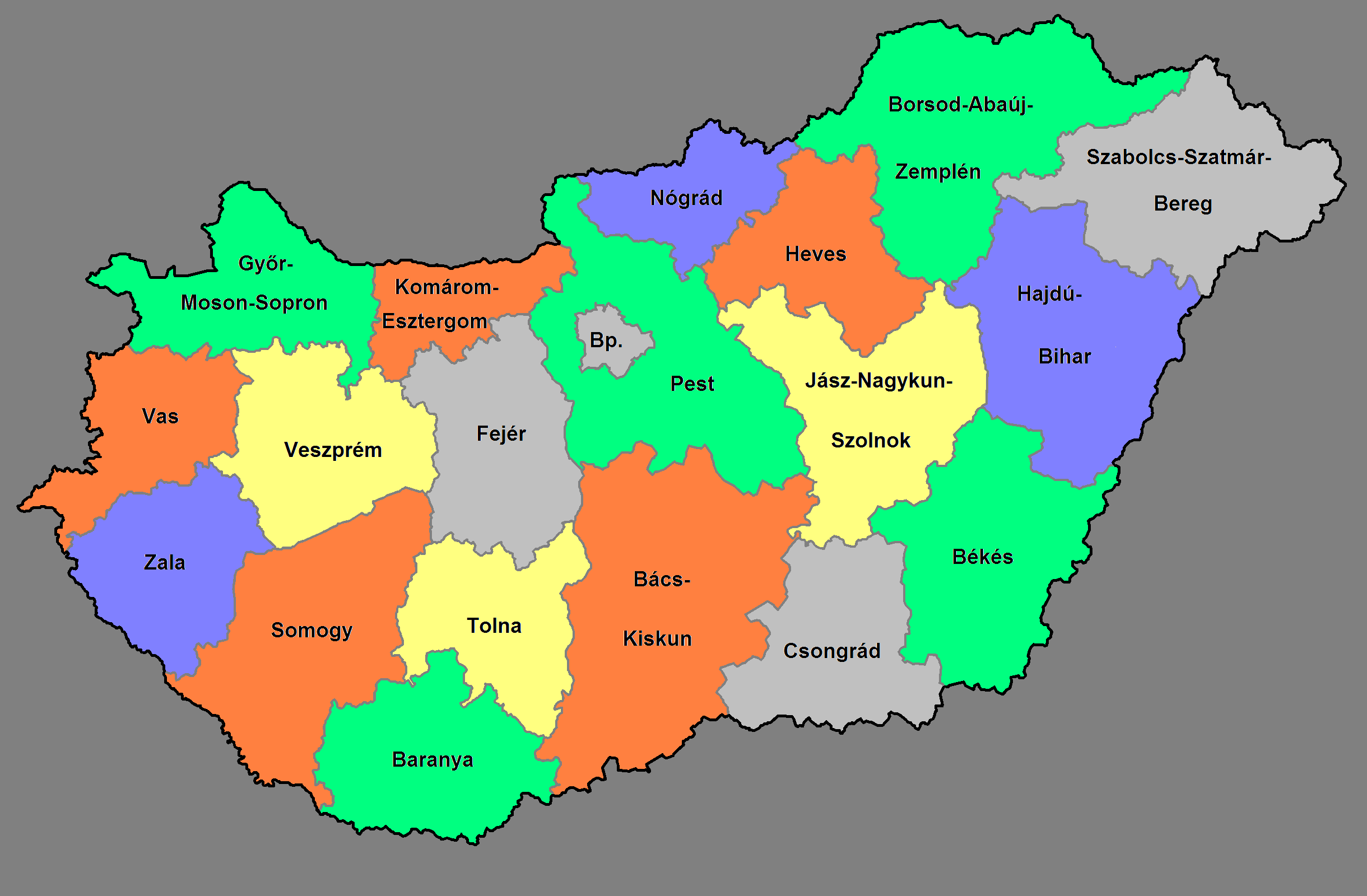
NUTS 3 – Megyék és a főváros

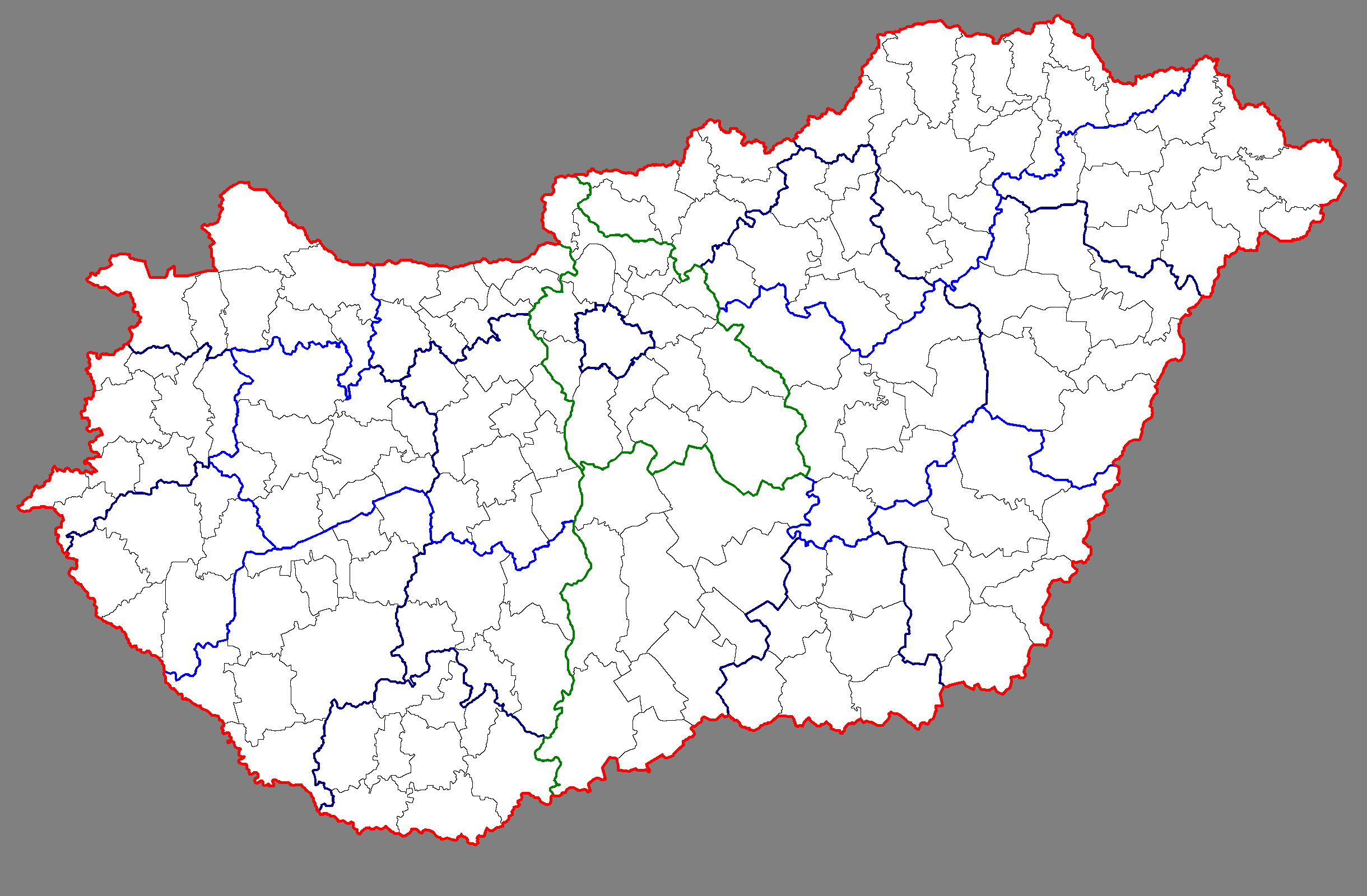
NUTS 1-3 és LAU 1 – Kistérségek (a 2007-ig érvényes beosztás szerint)

A magyarországi Nomenclature of Territorial Units for Statistics (NUTS, Statisztikai Célú Területi Egységek Nómenklatúrája) az egész Európai Uniót lefedő rendszer része, amelyet az Eurostat fejlesztett ki, és amelyet hivatalosan az 1059/2003/EK európai parlamenti és tanácsi rendelet rögzít.

## Osztályozás rendszere
NUTS 1-es szinten Magyarország három országrészre oszlik. A NUTS 2 nyolc tervezési-statisztikai régióból áll, a NUTS 3-as szint  pedig a vármegyéknek és Budapestnek felel meg.
Az ennél alacsonyabb közigazgatási beosztás korábban NUTS 4 és NUTS 5 néven volt nyilvántartva. A LAU 1-es szint (local administrative units, korábbi nevén NUTS 4) a 174 járást (korábbi nevén statisztikai kistérséget) tartalmazza, LAU 2-es szinten (korábban NUTS 5 név alatt) pedig a 3154 település található (Magyarország 3155 települése Budapest kivételével). Budapest kerületei, amelyek hazai viszonylatban a járási szintnek feleltethetőek meg, nem képezik az osztályozás részét.
| NUTS 1             | NUTS 1 | NUTS 2             | NUTS 2 | NUTS 3                 | NUTS 3 |
| Országrész         | Kód    | Régió              | Kód    | Vármegye               | Kód    |
| ------------------ | ------ | ------------------ | ------ | ---------------------- | ------ |
| Közép-Magyarország | HU1    | Budapest           | HU11   | Budapest               | HU110  |
| Közép-Magyarország | HU1    | Pest               | HU12   | Pest                   | HU120  |
| Dunántúl           | HU2    | Közép-Dunántúl     | HU21   | Fejér                  | HU211  |
| Dunántúl           | HU2    | Közép-Dunántúl     | HU21   | Komárom-Esztergom      | HU212  |
| Dunántúl           | HU2    | Közép-Dunántúl     | HU21   | Veszprém               | HU213  |
| Dunántúl           | HU2    | Nyugat-Dunántúl    | HU22   | Győr-Moson-Sopron      | HU221  |
| Dunántúl           | HU2    | Nyugat-Dunántúl    | HU22   | Vas                    | HU222  |
| Dunántúl           | HU2    | Nyugat-Dunántúl    | HU22   | Zala                   | HU223  |
| Dunántúl           | HU2    | Dél-Dunántúl       | HU23   | Baranya                | HU231  |
| Dunántúl           | HU2    | Dél-Dunántúl       | HU23   | Somogy                 | HU232  |
| Dunántúl           | HU2    | Dél-Dunántúl       | HU23   | Tolna                  | HU233  |
| Alföld és Észak    | HU3    | Észak-Magyarország | HU31   | Borsod-Abaúj-Zemplén   | HU311  |
| Alföld és Észak    | HU3    | Észak-Magyarország | HU31   | Heves                  | HU312  |
| Alföld és Észak    | HU3    | Észak-Magyarország | HU31   | Nógrád                 | HU313  |
| Alföld és Észak    | HU3    | Észak-Alföld       | HU32   | Hajdú-Bihar            | HU321  |
| Alföld és Észak    | HU3    | Észak-Alföld       | HU32   | Jász-Nagykun-Szolnok   | HU322  |
| Alföld és Észak    | HU3    | Észak-Alföld       | HU32   | Szabolcs-Szatmár-Bereg | HU323  |
| Alföld és Észak    | HU3    | Dél-Alföld         | HU33   | Bács-Kiskun            | HU331  |
| Alföld és Észak    | HU3    | Dél-Alföld         | HU33   | Békés                  | HU332  |
| Alföld és Észak    | HU3    | Dél-Alföld         | HU33   | Csongrád-Csanád        | HU333  |

## Változások a NUTS 2016 osztályozás alapján
A NUTS rendszer 3 éves időközönként felülvizsgálatra kerül és amennyiben a nemzeti kormányok arra vonatkozó igényt nyújtanak be, úgy módosításra kerül. E felülvizsgálat részeként az Európai Bizottság 2016 decemberében fogadott el Magyarországra vonatkozó módosítást. Az elfogadott módosítás Magyarország esetében a NUTS 2-es szintet érintette: a korábban HU10-es kódot viselő Közép-Magyarország statisztikai régió megszüntetésre került, a korábban NUTS 3-as szinten nyilvántartott Budapest (korábbi kód HU101) és Pest megye (korábbi kód HU102) egyaránt a Közép- Magyarország régió helyére, a NUTS 2-es szintre került, amellyel Magyarország statisztikai régióinak száma 8-ra emelkedett. A Közép- Magyarország nagyrégió a NUTS 1- országrészi szinten változatlan maradt. Az új felosztás 2018. január 1-től van használatban.
A vármegye megnevezés 2023.01.01-i visszaállítása a NUTS 3 felosztását nem, csak a hivatalos megnevezéseket érintette.

### Jogszabály és jelentés
- Az Európai Parlament és a Tanács 1059/2003/EK Rendelete (2003. május 26.) a statisztikai célú területi egységek nómenklatúrájának (NUTS) létrehozásáról (a rendelet időnként frissül, így érdemes az egységes szerkezetbe foglalt változatot tanulmányozni)
- A Bizottság jelentése az Európai Parlamentnek és a Tanácsnak a NUTS-rendelet végrehajtásáról (2007. június)
- Statisztikai Közlöny NUTS kódok

### Egyéb
- Eurostat > NUTS
- Eurostat > Régiók > áttekintés
  - Regions in the European Union – Nomenclature of territorial units for statistics – NUTS 2013/EU-28 Az Eurostat 2013-as kiadványa a NUTS-egységek felsorolásával és térképekkel (angolul).
  - Eurostat regionális statisztikai évkönyv html és PDF formátumban.
  - Eurostat statisztikai atlasz
  - Eurostat illusztrált statisztikák
- Az Eurostat nyilvántartása a NUTS rendszer változásairól
- Egyes magyarországi régiók összehasonlító elemzése a „COCO” eljárással Archiválva 2016. március 3-i dátummal a Wayback Machine-ben, .doc (HTML-változat[halott link])